# Ercole Pasquini
Ercole Pasquini (Ferrara, 1550-1560 ca. – Roma, 1608-1619) è stato un organista, clavicembalista e compositore italiano.

## Biografia
Secondo la testimonianza del teologo e frate francescano Agostino Superbi, il ferrarese Ercole Pasquini studiò musica con Alessandro Milleville.
Tra il 1583 e il 1587 fu maestro di Vittoria Aleotti, figlia dell'architetto Giovan Battista Aleotti.
Il 1º maggio 1592, Pasquini divenne organista del 'ridotto musicale' di Mario Bevilacqua e della chiesa olivetana di Santa Maria in Organo, a Verona. Qui, nel 1593 pubblicò la favola boscareccia I fidi amanti, come anticipazione delle nozze di Carlo Gesualdo e Eleonora d'Este che ebbero luogo a Ferrara l'anno successivo, 1594. Alla morte di Bevilacqua, il 1º agosto 1593, Pasquini tornò probabilmente a Ferrara, dove successe a Luzzasco Luzzaschi come organista dell'Accademia della Morte.
«Molt'anni nella Patria [Ferrara] suonò i primi [i più importanti] Organi», prima di trasferirsi a Roma nel 1597. Infatti, il 6 ottobre 1597 Pasquini divenne organista della Cappella Giulia, succedendo a Giovan Battista Zucchelli, dove rimase in carica sino al 31 maggio 1608; nell'estate del 1604 assunse inoltre lo stesso incarico a Santo Spirito in Sassia, mantenendo contemporaneamente il servizio di S. Pietro. In segno di particolare apprezzamento, fu l'unico organista di S. Spirito, insieme al suo successore Girolamo Frescobaldi, a essere pagato 3 scudi invece di  2 scudi e 50 baiocchi.
Fu stimatissimo dai suoi contemporanei, come attesta anche Pietro della Valle; tuttavia, secondo Superbi, nonostante avesse «una mano delicatissima, & velocissima», morì «poco fortunato», ossia povero.
Parte della sua produzione è rimasta manoscritta. In essa è evidente la trasformazione tra lo stile rinascimentale e il nuovo stile protobarocco alla Frescobaldi, caratterizzato dall'uso di figurazioni ritmiche sincopate, dissonanze (durezze e ligature) e grande libertà formale, per cui si distingue come uno dei compositori più significativi di musica strumentale dell'epoca.

## Alcune opere
- 2 mottetti all'interno delle Sacrae Cantiones di Raffaella Aleotti, Venezia, 1593;
- 2 madrigali, uno nel 1591 (Mentre che la bell'Isse) e uno nel 1596, 1 mottetto, Sanctus Sebastianus apparve come contrafactum del madrigale del 1591;
- 1 madrigale spirituale M'empio gli occhi di pianto, su testo di Angelo Grillo, uscì nel 1604, mentre un'ultima composizione fu pubblicata postuma, Jesu decus angelicum per quattro voci e organo;
- 6 toccate, 2 durezze e ligature, 12 canzoni, 1 intavolatura su Anchor che col partire di Cipriano de Rore, 5 serie di variazioni, 4 danze, 1 senza titolo (dubbia): tutte edite in CEKM, XII, 1966;
- 1 messa; un'altra messa, Vestiva i colli;
- Madrigali alla Sma. Vergine, perduti, citati in un inventario dell'arciduca Siegmund Franz, Innsbruck, 1665.